# Proyart
Proyart és un municipi francès situat al departament del Somme i a la regió dels Alts de França. L'any 2007 tenia 607 habitants.

## Demografia

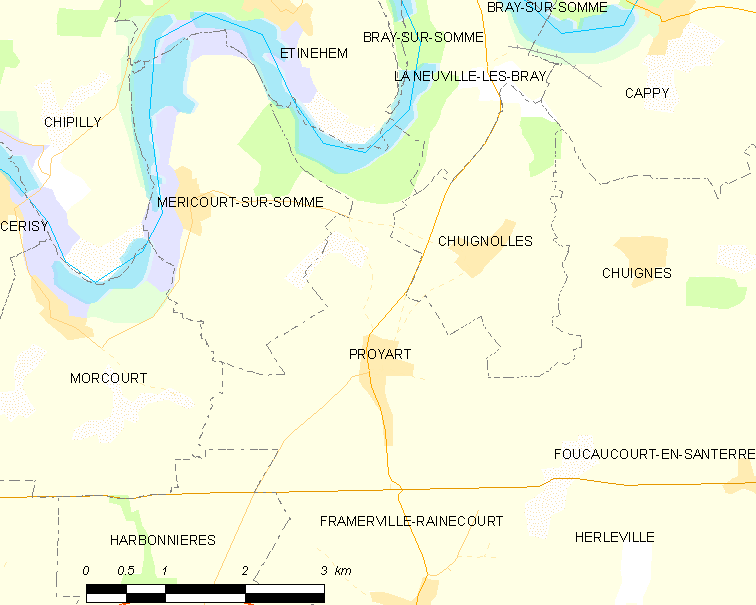
Mapa del municipi

### Població
El 2007 la població de fet de Proyart era de 607 persones. Hi havia 215 famílies de les quals 41 eren unipersonals (8 homes vivint sols i 33 dones vivint soles), 75 parelles sense fills, 87 parelles amb fills i 12 famílies monoparentals amb fills.
La població ha evolucionat segons el següent gràfic:

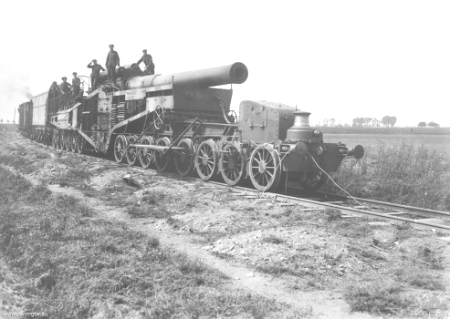

Habitants censats

### Habitatges
El 2007 hi havia 279 habitatges, 225 eren l'habitatge principal de la família, 32 eren segones residències i 22 estaven desocupats. Tots els 279 habitatges eren cases. Dels 225 habitatges principals, 180 estaven ocupats pels seus propietaris, 45 estaven llogats i ocupats pels llogaters i 1 estava cedit a títol gratuït; 5 tenien dues cambres, 31 en tenien tres, 58 en tenien quatre i 131 en tenien cinc o més. 193 habitatges disposaven pel capbaix d'una plaça de pàrquing. A 86 habitatges hi havia un automòbil i a 112 n'hi havia dos o més.

### Piràmide de població
La piràmide de població per edats i sexe el 2009 era:
| Homes | Edats   | Dones |
| ----- | ------- | ----- |
| 0     | 95 o +  | 4     |
| 0     | 90 a 94 | 0     |
| 0     | 85 a 89 | 0     |
| 0     | 80 a 84 | 8     |
| 16    | 75 a 79 | 20    |
| 12    | 70 a 74 | 8     |
| 0     | 65 a 69 | 8     |
| 24    | 60 a 64 | 4     |
| 12    | 55 a 59 | 12    |
| 8     | 50 a 54 | 4     |
| 16    | 45 a 49 | 20    |
| 20    | 40 a 44 | 32    |
| 32    | 35 a 39 | 20    |
| 28    | 30 a 34 | 12    |
| 8     | 25 a 29 | 16    |
| 28    | 20 a 24 | 12    |
| 24    | 15 a 19 | 12    |
| 16    | 10 a 14 | 36    |
| 28    | 5 a 9   | 16    |
| 12    | 0 a 4   | 12    |

## Economia
El 2007 la població en edat de treballar era de 382 persones, 286 eren actives i 96 eren inactives. De les 286 persones actives 246 estaven ocupades (144 homes i 102 dones) i 41 estaven aturades (20 homes i 21 dones). De les 96 persones inactives 22 estaven jubilades, 36 estaven estudiant i 38 estaven classificades com a «altres inactius».

### Ingressos
El 2009 a Proyart hi havia 244 unitats fiscals que integraven 636 persones, la mediana anual d'ingressos fiscals per persona era de 15.227 €.

### Activitats econòmiques
Dels 29 establiments que hi havia el 2007, 2 eren d'empreses extractives, 1 d'una empresa alimentària, 7 d'empreses de construcció, 3 d'empreses de comerç i reparació d'automòbils, 4 d'empreses de transport, 4 d'empreses d'hostatgeria i restauració, 1 d'una empresa immobiliària, 1 d'una empresa de serveis, 5 d'entitats de l'administració pública i 1 d'una empresa classificada com a «altres activitats de serveis».
Dels 8 establiments de servei als particulars que hi havia el 2009, 1 era un taller de reparació d'automòbils i de material agrícola, 1 paleta, 2 guixaires pintors, 2 electricistes, 1 perruqueria i 1 restaurant.
L'únic establiment comercial que hi havia el 2009 era una fleca.
L'any 2000 a Proyart hi havia 6 explotacions agrícoles que ocupaven un total de 612 hectàrees.

## Equipaments sanitaris i escolars
L'únic equipament sanitari que hi havia el 2009 era una ambulància.
El 2009 hi havia una escola elemental integrada dins d'un grup escolar amb les comunes properes formant una escola dispersa.

## Poblacions més properes
El següent diagrama mostra les poblacions més properes.